# Smålands runinskrifter 55
Runinskrift Sm 55, eller Rasesten, är en runsten i Byarums socken och Vaggeryds kommun i Småland. Stenen står längs en liten körväg som leder mellan riksväg 30 och Eckersholms herrgård. Körvägen lämnar riksvägen där denna passerar Krokasjön, cirka en km från dess förening med E4, och avståndet in till stenen är cirka 200 meter. Terrängen består av skogsmark.
Stenen är 1,4 meter hög och av röd granit. Runbandets ornamentik bildar med sin antydan till stavkors en så kallad korsbandssten.

## Inskriften
Translitterering av runraden:
: hakʀ : kulkʀ : aukʀ · kuþkurʀ : riþ : itʀn : þan : isunʀ : auti : ʀtin f
Normalisering till runsvenska:
Haki(?), Kolki(?), Auki(?), møðguʀ(?) ræisþu stæin þenna, syniʀ, æftiʀ Stæin(?), f[aður](?).
Översättning till nusvenska:
Haki, Kolki, Auki, (och) moder och dotter reste denna sten, sönerna efter Steinn, (deras) fader
Då inskriften är svårtydd har ett flertal tidigare tolkningsförsök framlagts, bland annat av Barthold Anders Ennes som föreslog läsningen "Jakr, Gulir och Gudkurr ritade hällen denna. Han var österut (eller utrikes) döpt". I Smålands runinskrifter noterar Ragnar Kinander att inskriften tyckts sakna någon uppenbar mening  "men har en viss likhet med en verklig runinskrift". Senaste tolkningsförsöket publicerades år 2001 i Sydsvenska ortnamnssällskapets årsskrift med titeln Eckersholm-stenen • ett tydningsförsök. Evert Salberger föreslog där tolkningen "Haki, Kolki, Auki, (och) moder och dotter reste denna sten, sönerna efter Steinn, (deras) fader". Denna tolkning återges även i The Viking World av Stefan Brink och Neil Price.